# Elena Miras
Elena Miras (* 25. April 1992) ist eine Schweizer Reality-TV-Teilnehmerin.

## Leben
Elena Mirasie wurde in der Schweiz geboren und wuchs dank ihrer spanischen Wurzeln bilingual mit einem Bruder und einer Schwester auf. Sie arbeitete als Account-Managerin beim Telefonanbieter Swisscom.
Bekanntheit erlangte Miras 2017 mit ihrer Teilnahme an der Dating-Reality-Show Love Island, die sie gemeinsam mit ihrem Show-Partner Jan Sokolowsky für sich entscheiden konnte. Drei Tage nach dem Finale gab das Paar seine Trennung bekannt.
Von Herbst 2017 bis September 2020 war Miras mit Mike Heiter, ebenfalls Kandidat der ersten Love-Island-Staffel, liiert. Im August 2018 wurde das Paar Eltern einer Tochter. Im September 2019 gewannen Miras und Heiter die vierte Staffel von Das Sommerhaus der Stars – Kampf der Promipaare.
Im Januar 2020 war Miras Kandidatin der 14. Staffel von Ich bin ein Star – Holt mich hier raus! auf RTL und verließ die Show am 14. Tag als Sechstplatzierte. Im April 2020 nahm sie an der RTL-II-Show Prominent & Obdachlos – Gosse statt Glamour teil, in der es darum ging, 72 Stunden auf der Straße zu leben. 2020 moderierte sie zusammen mit ihrem damaligen Partner Mike Heiter die deutschsprachige Version von Just Tattoo of Us bei TVNOW. Am 25. September 2020 nahm sie an Das große Sat.1 Promiboxen teil und verlor gegen ihre Gegnerin Anastasiya Avilova.
Im Januar 2022 wurde bekannt, dass sie Teilnehmerin der 3. Staffel von Kampf der Realitystars – Schiffbruch am Traumstrand ist, welche sie mit 7 von 16 Stimmen als Gewinnerin verließ. Im selben Jahr wurde das große Promi-Büßen mit ihr als Teilnehmerin auf ProSieben ausgestrahlt. 2024 war sie Kandidatin der RTL-Show Schlag den Besten und bei Promi Big Brother. Sie nahm auch bei Ich bin ein Star – Showdown der Dschungel-Legenden 2024 teil, in der sie die Sendung vorzeitig verließ.
Miras lebt in Zürich und ist mit dem Schweizer Rapper Xellen7 liiert.

## Fernsehauftritte
- 2017: Love Island (Gewinnerin)
- 2019: Das Sommerhaus der Stars – Kampf der Promipaare (Gewinnerin)
- 2020: Ich bin ein Star – Holt mich hier raus! (Teilnehmerin)
- 2020: Darf er das? Live! Die Chris Tall Show (Gast)
- 2020: Prominent und obdachlos (Teilnehmerin)
- 2020: Pocher – gefährlich ehrlich! (Gast)
- 2020: Promiboxen (Teilnehmerin)
- 2020: Just Tattoo of Us (Moderatorin)
- 2020: Promi Ninja Warrior Germany (Teilnehmerin)
- 2021: Promis unter Palmen – Für Geld mache ich alles! (Teilnehmerin)
- 2021: Promi Kart Masters
- 2021: Reality Shore (Special Guest)
- 2022: Kampf der Realitystars (Gewinnerin)
- 2022: Die große Ballonmeisterschaft
- 2022: Das große Promi-Büßen (Teilnehmerin)
- 2022: Promi Ninja Warrior
- 2023: Murmel Mania (Gewinnerin)
- 2023, 2025: Ich bin ein Star – Die Stunde danach (Gast)
- 2023: Mein Mann kann (Teilnehmerin)
- 2023: RTL Wasserspiele (Teilnehmerin)
- 2023: Love Island (Special-Guest)
- 2024: Schlag den Besten
- 2024: Ich bin ein Star – Showdown der Dschungel-Legenden (Teilnehmerin)
- 2024: Promi Big Brother (Teilnehmerin)
- 2025: Eltons 12 (Teilnehmerin)

## Musik
Im September 2020 veröffentlichte sie mit ihrem ehemaligen Partner Mike Heiter ihre Debüt-Single Anker.